# Doi căței - prinț și cerșetor
Doi căței - prinț și cerșetor (titlu original: The Pooch and the Pauper) este un film american de comedie din 2000 regizat de Alex Zamm.

## Distribuție
- Richard Karn - Agent Dainville
- Fred Willard - The President
- Vincent Schiavelli - Willy Wishbow
- Peter MacNicol - Liberty (voce)
- Daryl Mitchell - Moocher (voce)